# Rolande Perlican
Rolande Perlican, née le 19 septembre 1931, est une femme politique française.

## Biographie
Sténo-dactylo de profession, sénatrice de Paris (groupe communiste) de 1977 à 1986, elle quitte le PCF en 2002 pour créer le mouvement « Communistes », en opposition à l'alliance du PCF avec le Parti socialiste dans le gouvernement Lionel Jospin et plus généralement avec la modernisation du parti initiée par Robert Hue,.
Candidate aux élections législatives du 10 juin 2007 sous les couleurs de Communistes dans la 16e circonscription du Nord (tenue par le PCF), elle obtient 394 voix soit 0,85 % des suffrages exprimés. Tête de liste de son mouvement aux élections européennes de 2009 en Île-de-France, elle obtient 0,04 % des voix.

## Mandats
- Sénatrice de Paris du 25 septembre 1977 au 1er octobre 1986[1].